# Kłonna
Kłonna – wieś w Polsce położona w województwie mazowieckim, w powiecie przysuskim, w gminie Odrzywół. Ma status sołectwa.
W skład sołectwa Kłonna wchodzą także wsie Janówek i Kłonna-Kolonia.
| SIMC    | Nazwa   | Rodzaj    |
| ------- | ------- | --------- |
| 0629991 | Gajówka | część wsi |

W latach 1975–1998 miejscowość administracyjnie należała do województwa radomskiego.
Wierni Kościoła rzymskokatolickiego należą do parafii św. Jadwigi w Odrzywole.